# فرقة بانزر الإحتياطية 155 (الفيرماخت)
فرقة بانزر الاحتياطية 155 تم تشكيل فرقة بانزر الاحتياطية من خلال إعادة تشكيل فرقة البانزر 155 في أغسطس 1943. تمركزت الفرقة في فرنسا من أغسطس 1943 إلى أبريل 1944 عندما تم استيعابها من قبل فرقة بانزر التاسعة. 

## القادة
- جينيرال لوتنانت فرانز لاندجراف (1 أغسطس 1943-23 أغسطس 1943)
- اللواء الرائد كيرت فون جيسر (24 أغسطس 1943-6 سبتمبر 1943)
- جينيرال لوتنانت Franz Landgraf (7 سبتمبر 1943-30 سبتمبر 1943)
- جينيرال لوتنانت ماكس فريمري (1 أكتوبر 1943-30 أبريل 1944)

## منطقة العمليات
فرنسا (أغسطس 1943 - أبريل 1944) 